# Puccinellia coreensis
Puccinellia coreensis là một loài thực vật có hoa trong họ Hòa thảo. Loài này được Honda miêu tả khoa học đầu tiên năm 1930.